# Samtgemeinde Lamspringe
La comunità amministrativa di Lamspringe (Samtgemeinde Lamspringe) si trovava nel circondario di Hildesheim nella Bassa Sassonia, in Germania.
A partire dal 1º novembre 2016 è stata sciolta, i comuni che ne facevano parte sono confluiti nel comune di Lamspringe.

## Suddivisione
Comprendeva 5 comuni:
1. Harbarnsen
2. Lamspringe (comune mercato)
3. Neuhof
4. Sehlem
5. Woltershausen

Il capoluogo era Lamspringe.